# Federación de Taekwondo de la República Argentina
La Federación de Taekwondo de la República Argentina ITF (FETRA ITF) es una asociación nacional oficial de Taekwon-Do ITF en Argentina, adherida a la International Taekwondo Federation (ITF). Actualmente es presidida por el Gran Maestro Jorge Condomí (IX Dan). FETRA ITF es reconocida como el Gobierno Nacional Oficial ante la ITF.